# Kalávryta
Kalávryta (en grec moderne : Καλάβρυτα) est un village d'Achaïe à l'est de Patras, à 40 km au sud d'Aigion. C'est un centre de villégiature apprécié en été en raison de la fraîcheur de son climat.
C'était également le nom d'une ancienne province de la préfecture d'Achaïe.

## Économie
Le village a une école, un lycée, une église, une poste, un musée, des banques et une gare, terminus de la ligne de chemin de fer à crémaillère en provenance de Diakofto. Il compte un grand nombre d'hôtels modernes. Le tourisme y est actif, et le village offre une grande quantité de produits du terroir (miel, confitures, fromages, légumes secs, herbes aromatiques et tisanes, entre autres). Depuis 2009, Kalávryta est inclus dans le périmètre du parc national de Chelmós-Vouraïkós.

## Histoire
Kalávryta connut les premiers combats de la Guerre d'indépendance grecque. La ville fut aussi le théâtre, le 13 décembre 1943, d'un massacre perpétré par les troupes allemandes en représailles à la mort de 81 soldats allemands. Toute la population masculine âgée de 12 ans et plus, soit plus de 700 hommes, fut tuée par des mitrailleuses à la sortie du village. Le village fut ensuite incendié, ainsi que le monastère d'Aghia Lavra, où avait commencé la guerre d'indépendance. Sur les lieux du massacre s'élève aujourd'hui un mémorial rappelant la date de l'événement et portant sur de hautes stèles le nom de toutes les victimes. Le dernier des 13 survivants du massacre, Argyris Serlelis, est décédé le 27 février 2005.
Le village est le siège d'un dème homonyme qui regroupe plusieurs dizaines de villages et compte 8 580 habitants.

## Domaine skiable
Kalávryta est la deuxième plus importante station de sports d'hiver de Grèce après Parnassos, et la plus importante du Péloponnèse. Elle a été aménagée sur les pentes nord-ouest du mont Chelmós (2 340 m).